# Cephalotes hamulus
Cephalotes hamulus é uma espécie de inseto do gênero Cephalotes, pertencente à família Formicidae.